# Euphorbia kondoi
Euphorbia kondoi är en törelväxtart som beskrevs av Werner Rauh och Razaf.. Euphorbia kondoi ingår i släktet törlar, och familjen törelväxter. IUCN kategoriserar arten globalt som akut hotad. Inga underarter finns listade i Catalogue of Life.

## Bildgalleri

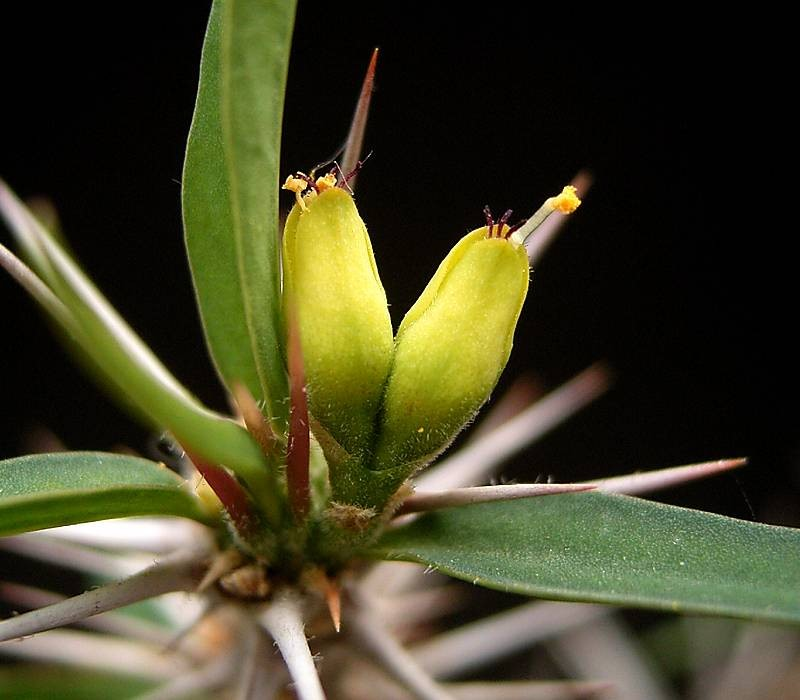